# Baniaka
Baniaka är ett vattendrag i Gabon, ett biflöde till Ogooué. Det rinner genom provinsen Haut-Ogooué, i den sydöstra delen av landet, 500 km sydost om huvudstaden Libreville.